# 帕邁拉 (喬治亞州)
帕邁拉（英語：Palmyra）是位於美國喬治亞州李縣的一個非建制地區。該地的面積和人口皆未知。

## 地理
帕邁拉的座標為31°38′16″N 84°11′40″W / 31.63778°N 84.19444°W，而該地的平均海拔高度為63米（即207英尺）。